# Montréverd
Montréverd ist eine französische Gemeinde mit 3.833 Einwohnern (Stand: 1. Januar 2022) im Département Vendée in der Region Pays de la Loire; sie gehört zum Arrondissement La Roche-sur-Yon und zum Kanton Aizenay. Die Einwohner werden Montréverdois und Montréverdoises genannt.
Montréverd wurde als Commune nouvelle zum 1. Januar 2016 aus den Gemeinden Mormaison, Saint-André-Treize-Voies und Saint-Sulpice-le-Verdon gebildet, die in der neuen Gemeinde den Status von Communes déléguées besitzen. Der Verwaltungssitz befindet sich im Ort Saint-André-Treize-Voies.
Die Gemeinde erhielt 2023 die Auszeichnung „Eine Blume“, die vom Conseil national des villes et villages fleuris (CNVVF) im Rahmen des jährlichen Wettbewerbs der blumengeschmückten Städte und Dörfer verliehen wird.

## Gliederung
| Ortsteil                                     | ehemaliger INSEE-Code | Fläche (km²) | Einwohnerzahl (2022) |
| -------------------------------------------- | --------------------- | ------------ | -------------------- |
| Mormaison                                    | 85150                 | 15,44        | 1.205                |
| Saint-André-Treize-Voies (Verwaltungssitz)00 | 85197                 | 18,96        | 1.484                |
| Saint-Sulpice-le-Verdon                      | 85272                 | 14,07        | 1.144                |

## Geografie
Montréverd liegt etwa 20 Kilometer südsüdöstlich von Nantes und etwa 29 Kilometer nördlich von La Roche-sur-Yon in der Région naturelle Bocage vendéen. An der östlichen Gemeindegrenze verläuft das Flüsschen Blaison, ein Zufluss der Maine.
Umgeben wird Montréverd von den Nachbargemeinden Vieillevigne im Norden, Montaigu-Vendée im Nordosten, L’Herbergement im Osten, Les Brouzils im Osten und Südosten, Saint-Denis-la-Chevasse im Süden und Südosten, Les Lucs-sur-Boulogne im Südwesten sowie Rocheservière im Westen.